# Josephine Jackson
Julija Seniuk (ukr. Юлія Сенюк; ur. 1 lutego 1995 w Złoczowie) – ukraińska aktorka pornograficzna oraz webcam modelka występująca pod pseudonimem Josephine Jackson (ukr. Джозефін Джексон).

## Biogram
Do 9. klasy szkoły podstawowej mieszkała wraz z dziadkiem w Złoczowie - jej rodzice mieszkali zaś we Lwowie. Po ukończeniu szkoły podstawowej przeniosła się do Lwowa i zamieszkała z rodzicami. Uczęszczała na studia do Lwowskiej Akademii Handlowej na Wydziale Stosunków Międzynarodowych tej uczelni.

### Kariera
W wieku 23 lat zadebiutowała w branży porno występując dla Woodman Casting u Pierre’a Woodmana. W 2021 zagrała w ukraińskim miniserialu komediowym pt. „Порно, я кохаю тебе”. Związana była z takimi studiami nagraniowymi jak Reality Kings, Nubile Films, Pulse Distribution, Brazzers czy Marc Dorcel Fantasies. Od 2019 zagrała w ponad 200 produkcjach pornograficznych. 
W lutym 2024 zajęła się programem rehabilitacyjnym przeznaczonym dla rannych w wyniku prowadzenia działań zbrojnych podczas wojny rosyjsko-ukraińskiej żołnierzy ukraińskich.
W połowie marca 2024 wzięła udział w sesji zdjęciowej do charytatywnego kalendarza z ukraińskimi żołnierzami, którzy stracili kończyny w wyniku walk frontowych.

### Nagrody i nominacje
| Rok  | Nagroda            | Rezultat  | Kategoria                                       | Tytuł kategorii w oryginale       |
| ---- | ------------------ | --------- | ----------------------------------------------- | --------------------------------- |
| 2019 | XBIZ Europa Awards | Nominacja | Najlepsza debiutantka                           | Best New Starlet                  |
| 2021 | AVN Awards         | Nominacja | Najlepsza zagraniczna debiutantka               | Best New Foreign Starlet          |
| 2021 | AVN Awards         | Nominacja | Nagroda fanów: Najgorętsza debiutantka          | Fan Award: Hottest Newcomer       |
| 2024 | AVN Awards         | Nominacja | Nagroda fanów: Najbardziej spektakularne piersi | Fan Award: Most Spectacular Boobs |